# Haidar Al-Shaïbani
Haidar Al-Shaïbani (* 31. März 1984 in Sétif, Algerien) ist ein kanadischer Fußballspieler. Seit 2009 spielt er für den französischen Verein Olympique Nîmes.

## Spielerkarriere

### Universität
Von 2004 bis 2007 spielte Al-Shaïbani für die University of Western Ontario in London, Ontario. In allen vier Jahren wurde er jeweils in das Ontario University Athletics All-Star Team berufen. 2007 wurde er Spieler des Jahres. Neben dem Fußball an der Universität spielte er für London City und North York Astros in der Canadian Soccer League.

### Nationalmannschaft
2007 und 2009 war Al-Shaïbani Teil der kanadischen Mannschaft bei der Universiade. 2007 erreichte er mit der Mannschaft in Bangkok den vierten Platz.
Am 14. Mai 2010 wurde er für zwei Freundschaftsspiele gegen Argentinien und Venezuela in den Kader der Kanadischen Fußballnationalmannschaft berufen. Am 29. Mai 2010 gab er sein Länderspiel-Debüt im Spiel gegen Venezuela.
Er absolvierte ein Länderspiel für Kanada im Jahr 2010.

### Olympique Nîmes
2009 wechselte er nach Frankreich zum Zweitligisten Olympique Nîmes. Sein Debüt gab er am 25. August 2009 gegen ES Troyes AC in einem Ligapokalspiel.
Al-Shaïbani spielte von 2009 bis 2011 für Olympique Nîmes, kam jedoch nur sporadisch zum Einsatz. Anschließend wechselte er 2012 zu Le Puy Foot 43 Auvergne, einem Verein der französischen National 2 (4. Liga), wo er bis zu seinem Karriereende 2017 aktiv war.

### Trainerkarriere
Nach dem Ende seiner aktiven Laufbahn 2017 begann Al-Shaïbani seine Trainerkarriere. Seitdem ist er bei AS Saint-Étienne tätig – zunächst als Videoanalyst, später auch als Torwarttrainer im Nachwuchsbereich und als Co-Torwarttrainer für die Profimannschaft.

## Trivia
Al-Shaïbani ist in Algerien geboren. Sein Vater stammt aus dem Irak und seine Mutter aus der Ukraine. 1998 emigrierte er nach Kanada.